# Iglesia de San José (Granada)
La iglesia de San José es un templo católico de la ciudad española de Granada, comunidad autónoma de Andalucía.

## Descripción
La iglesia, que en origen fue mezquita, está situada en la calle del Cementerio de San José. Aparece descrita en el Estudio descriptivo de los monumentos árabes de Granada, Sevilla y Córdoba (1885) de Rafael Contreras y Muñoz con las siguientes palabras:

San José. Fué mezquita de morabitos: conserva el aljibe sagrado y tiene algunos objetos artísticos, aunque no es de elegante construcción. En una callejuela de Poniente estaba la Casa de Jorge de Baeza, de origen árabe, hoy casi destruída. Se descubre la torre de la del Almirante de Castilla.
(Contreras y Muñoz, 1885, p. 374)

El 3 de junio de 1931 fue declarada «Monumento Histórico-Artístico», mediante un decreto publicado en la Gaceta de Madrid, firmado por el presidente del Gobierno provisional de la República, Niceto Alcalá-Zamora, y el ministro de Instrucción Pública y Bellas Artes, Marcelino Domingo.